# Tibor Varga
Tibor Varga (* 4. Juli 1921 in Győr, Ungarn; † 4. September 2003 in Grimisuat, Schweiz) war ein ungarischer Violinist, Violinpädagoge und Dirigent.

## Leben
Ersten Violinunterricht erhielt Tibor Varga im Alter von zweieinhalb Jahren von seinem Vater Lájos Varga, der seinerseits ein ausgezeichneter Geiger war. Infolge einer Kriegsverletzung musste dieser jedoch auf eine Konzertlaufbahn verzichten und etablierte sich daraufhin als Geigenbauer. Tibor Varga heiratete in erster Ehe Judith Száva. Ihr gemeinsamer Sohn ist der von 1980 bis 1985 als Chefdirigent der Hofer Symphoniker tätige Gilbert Varga (* 17. Januar 1952 in London), der an der Nordwestdeutschen Musikakademie Detmold, wo Tibor Varga von 1949 bis 1986 wirkte und deren Streicherabteilung weltbekannt machte, bis 1970 zum Geiger ausgebildet wurde.
In zweiter Ehe war Tibor Varga mit der Musikwissenschaftlerin, Musikerin und Autorin Angelika Varga-Behrer verheiratet. Tibor Vargas Verfügungen zufolge ist Varga-Behrer darüber hinaus Alleinverantwortliche für dessen künstlerisch-musikalischen Nachlass. Dementsprechend gab sie u. a. die von ihm konzipierte Tibor Varga Violinmethode heraus (auch in Transkription für Viola) und verfasste als designierte Biographin Tibor Vargas Biographie.

### Studium
Auf Vargas Talent aufmerksam geworden, holte Jenő Hubay den erst Zehnjährigen vom Gymnasium an die Franz-Liszt-Musikakademie Budapest. Dort studierte er bei Hubay, Carl Flesch, Franz Gábriel, Mitgliedern des Waldbauer-Quartetts, Zoltán Kodály und Leó Weiner. Nach Hubays Tod (1937) spielte Varga im Gedenkkonzert unter der Leitung von Ernö Dohnányi, der Hubay 1934 im Amt des Rektors der Liszt-Akademie gefolgt war, Hubays 3. Violinkonzert op. 99.
Nach Abschluss des Musikstudiums an der Budapester Musikakademie widmete Varga sich während der Kriegsjahre an der Universität Budapest einem mehrjährigen Philosophiestudium.

### Konzertlaufbahn
Vargas erster öffentlicher Auftritt erfolgte im Alter von sechs Jahren, sein Orchesterdebüt gab er 1931 als Zehnjähriger mit Mendelssohns Violinkonzert op. 64. Seit seinem 14. Lebensjahr unternahm er Konzertreisen ins Ausland, bis seine Karriere als Violinsolist durch den Zweiten Weltkrieg unterbrochen wurde. Unmittelbar nach Kriegsende nahm er die Konzerttätigkeit wieder auf und wurde zu einem der weltweit gefragten Solisten. Er trat unter den bedeutendsten Dirigenten seiner Zeit auf, denen er zum Teil auch freundschaftlich verbunden war. Neben einem ungewöhnlich breiten klassischen Repertoire, das alle großen Violinkonzerte sowie die bedeutenden Sonaten und Vortragsstücke umfasste, pflegte Varga von Anfang an die Musik zeitgenössischer Komponisten. Die Violinkonzerte und andere Werke von Béla Bartók, Alban Berg und Arnold Schönberg verdanken Varga ihren eigentlichen Durchbruch im internationalen Musikleben. Er präsentierte sie – zum Teil als Erstaufführungen – im In- und Ausland: Unter anderem gestaltete er die Erstaufführung von Alban Bergs Violinkonzert in Australien sowie 1949 die europäische Premiere von Schönbergs Violinkonzert, worüber der Komponist sich in einem begeisterten Dankesbrief äußerte (Schönberg, Briefe). Beide Konzerte wie auch das Violinkonzert von Schostakowitsch interpretierte Varga neben anderen Werken im Rahmen der Proms der BBC in der Londoner Royal Albert Hall. Darüber hinaus gab Varga die Österreichische Premiere von Strawinskis Violinkonzert, sowie die Welturaufführungen zahlreicher Kompositionen, die ihm teilweise auch gewidmet sind, darunter die Violinkonzerte von Boris Blacher, Ernst Krenek, Max Méreaux, Gösta Nystroem, Almeida Prado, Mátyás Seiber und Winfried Zillig.
Seit den 1950er Jahren trat Tibor Varga auch als Dirigent hervor, so etwa mit den von ihm gegründeten Ensembles Kammerorchester Tibor Varga, Orchestre du Festival Tibor Varga und Orchestre de l'Académie Tibor Varga, denen er als Chefdirigent und Künstlerischer Leiter vorstand. Von 1989 bis 1993 übernahm er die Künstlerische Leitung des Orchestre des Pays de Savoie. Darüber hinaus war Varga bis zuletzt Gastdirigent international renommierter Orchester.

### Aufnahmen
Varga spielte als 13-Jähriger seine ersten Schallplatten ein und trat bereits während seiner Studienzeit an der Budapester Musikakademie regelmäßig im Rundfunk auf. Nach seiner Niederlassung in London Ende der 1940er Jahre realisierte er Aufnahmen für international bekannte Labels, u. a. mit dem Philharmonia Orchestra London, den Berliner Philharmonikern und weiteren bedeutenden Orchestern sowie mit namhaften Klavierpartnern, unter ihnen Gerald Moore. Die Aufnahmen des Violinkonzerts Nr. 2 von Bartók unter Ferenc Fricsay wie auch der Violinkonzerte von Beethoven, Bruch, Mozart, Nielsen, Paganini, Tschaikowski gelten bis heute als Referenz. Führende internationale Rundfunkanstalten strahlten Vargas Auftritte in (Live-)Übertragungen aus und luden ihn darüber hinaus regelmäßig zu Studioproduktionen ein.

### Pädagogische Tätigkeit
Unmittelbar nach Kriegsende war Varga Mitbegründer und erster Professor einer der Budapester Franz-Liszt-Musikakademie angegliederten Musikhochschule seiner Heimatstadt Győr. Von 1949 bis 1986 wirkte er als Professor für Violine und Kammermusik an der 1946 gegründeten Nordwestdeutschen Musikakademie Detmold, deren Streicherabteilung unter seiner Leitung Weltruf erlangte. Seit Anfang der 1950er Jahre fungierte Varga in den weltweit führenden Violin- und Kammermusikwettbewerben als Jury-Mitglied bzw. -Präsident. Daneben gab er regelmäßig Meisterkurse bei den Darmstädter Ferienkurse, des Weiteren in London, Paris, Salzburg (Mozarteum), Siena (Accademia Musicale Chigiana) und anderen Städten Europas sowie in den USA und hielt wiederholt auch öffentliche Vorträge über musikalische Themen.
1963 gründete er im schweizerischen Sion eine internationale Sommerakademie (Académie de Musique Tibor Varga), ein Jahr später folgte das Festival Tibor Varga (1964–2001), das mit seinen jährlich in der ganzen Welt ausgestrahlten Konzerten zu den international bedeutendsten Sommerfestivals zählte. Aus dem 1967 gegründeten, zu Vargas Lebzeiten jährlich ausgetragenen Internationalen Violinwettbewerb Tibor Varga, der zu den bedeutendsten seines Genres zählt, gingen zahlreiche internationale Künstlerpersönlichkeiten hervor.
Seit 1988 unterrichtete Varga an der von ihm gegründeten, auf die professionelle Streicherausbildung spezialisierten Ecole Supérieure de Musique Sion, der er auch als Direktor vorstand. Darüber hinaus wirkte Varga im Auftrag der Kulturministerien Frankreichs und Portugals als Künstlerischer und Pädagogischer Berater. Ab Oktober 2002 bekleidete er eine Professur für Violine an der Universität für Musik und darstellende Kunst Graz.
Zu Tibor Vargas bekanntesten Schülern zählen u. a. Lukas David, Mirijam Contzen, Latica Honda-Rosenberg und Hans Maile. Die langjährige Varga-Studentin Madeleine Carruzzo schrieb als allererste Frau in den Reihen der Berliner Philharmoniker Geschichte. Alice Harnoncourt, Pionierin der Alten Musik und Mit-Gründerin des Concentus Musicus Wien, war die erste Konzertmeisterin Österreichs.

### Gründungen
- 1954–1988: Kammerorchester Tibor Varga (Detmold) – 1989 gab Varga die Leitung an Christoph Poppen weiter, seither Detmolder Kammerorchester
- 1963: Internationale Sommerakademie Tibor Varga (Sion)
- 1964–2001: Festival Tibor Varga (Sion)
- 1967: Internationaler Violinwettbewerb Tibor Varga (Sion-Martigny). Preisträger (Auswahl): Mirijam Contzen, Latica Honda-Rosenberg, Jean-Jacques Kantorow, Nam-Yun Kim, Boris Kuschnir, Vadim Repin
- 1974–2009: Tibor Varga Stiftung
- 1988: Ecole Supérieure de Musique, seit 2001 Conservatoire supérieur et Académie de musique Tibor Varga (Sion), heute in die Hochschule für Musik Lausanne integriert.
- Mitbegründer der der Budapester Franz-Liszt-Musikakademie angegliederten Musikhochschule in Győr sowie des Conservatoire national supérieur de musique Lyon

## Auszeichnungen
Tibor Varga war Ehrenbürger mehrerer Städte Frankreichs und der Schweiz. Deutschland, Frankreich, die Schweiz und Ungarn ehrten ihn mit hohen Auszeichnungen, u. a. mit dem Bundesverdienstkreuz I. Klasse, den Orden der Arts et Lettres und der Légion d'Honneur, dem Walliser Kulturstaatspreis (1994) und dem Verdienstorden des Ungarischen Staates. Die Universität Budapest bzw. die Franz-Liszt-Akademie Budapest verliehen ihm die Ehrenprofessorenwürde, mit der vor ihm u. a. Edward Elgar, Emil Gilels, Richard Strauss und Arturo Toscanini gewürdigt wurden.
Die von Varga anlässlich der Europäischen Rektorenkonferenz Graz 2003 komponierte Etude-Caprice für 4 Violinen wurde nach seinem Tode zur offiziellen Hymne der European University Association (EUA) erhoben.